# Yusuke Tanahashi
Yusuke Tanahashi (født 9. april 1987) er en tidligere japansk fodboldspiller.
Han har spillet for flere forskellige klubber i sin karriere, herunder Kataller Toyama.